# Torneo Clausura 2015 (Chile)
El Campeonato Nacional de Clausura de Primera División de la Asociación Nacional de Fútbol Profesional 2014-15 es el primer torneo del año 2015 de la Primera División del fútbol chileno y el segundo de la temporada 2014-15, organizado por la Asociación Nacional de Fútbol Profesional de Chile (ANFP).
El campeón fue Cobresal que consiguió su primer título en 36 años de historia.
En la parte baja de la Tabla de Descenso descendieron a Primera B Barnechea, Ñublense y Cobreloa, este último por primera vez en su historia.

## Sistema de campeonato
Se jugarán 17 fechas para que, a disputarse, bajo el sistema conocido como todos contra todos, en una sola rueda En este torneo se observará el sistema de puntos, de acuerdo a la reglamentación de la Internacional F.A. Board, asignándose tres puntos, al equipo que resulte ganador; un punto, a cada uno en caso de empate; y cero punto al perdedor.
El orden de clasificación de los equipos, se determinará en una tabla de cómputo general, de la siguiente manera:
- A) Mayor cantidad de puntos obtenidos;
- B) Mayor diferencia entre los goles marcados y recibidos; en caso de igualdad;
- C) Mayor cantidad de partidos ganados; en caso de igualdad;
- D) Mayor cantidad de goles convertidos; en caso de igualdad;
- E) Mayor cantidad de goles de visita marcados; en caso de igualdad;
- F) Menor cantidad de tarjetas rojas recibidas; en caso de igualdad;
- G) Menor cantidad de tarjetas amarillas recibidas; en caso de igualdad;
- H) Sorteo.

En cuanto al campeón del torneo, se definirá de acuerdo al siguiente sistema:
- A) Mayor cantidad de puntos obtenidos; en caso de igualdad;
- B) Partido de definición en cancha neutral.

En caso de que la igualdad sea de más de dos equipos, esta se dejará reducida a dos clubes,
de acuerdo al orden de clasificación de los equipos determinado anteriormente.

### Descenso
Finalizando el presente Torneo Clausura, los clubes que se ubiquen en las posiciones 16.ª, 17.ª y 18.ª de la tabla de cómputo general de las fases regulares de los Torneos de Apertura y Clausura de la Temporada 2014-2015 (tabla de coeficiente), descenderán en forma automática a la Primera B, ascenderá un club de Primera B a Primera División y no habrá Liguilla de Promoción, como en la temporada 2013-14. Los ascensos y descensos, se harán efectivos a partir de la temporada siguiente, a aquella en que se produjeron.
En el evento que durante el desarrollo del campeonato, un equipo fuere sancionado por un órgano competente de la ANFP o externo y producto de esa sanción, se determinará su suspensión y/o descenso a la categoría inmediatamente inferior, este equipo ocupará el último lugar de la tabla general, que decreta el descenso a Primera B en la Temporada 2015-16.
Producido el hecho señalado en el artículo precedente, respecto a los puntos disputados o por disputar que correspondan con el equipo sancionado si po, si la suspensión, descenso o desafiliación, se produce en el transcurso del campeonato, los puntos disputados o por disputarse por el equipo sancionado y los equipos que jugaron o jugarán con él, se considerarán como nulos.

## Datos de los clubes
| Equipo                                         | Entrenador             | Ciudad                   | Estadio                     | Capacidad | Marca        | Patrocinador |
| ---------------------------------------------- | ---------------------- | ------------------------ | --------------------------- | --------- | ------------ | ------------ |
| Audax Italiano                                 | Jorge Pellicer         | Santiago (La Florida)    | Municipal de La Florida     | 12.000    | Dalponte     | Ideal        |
| Barnechea                                      | Francisco Bozán        | Santiago (Lo Barnechea)  | San Carlos de Apoquindo     | 20.000    | Mitre        | Red MTS      |
| Cobreloa                                       | Marco Antonio Figueroa | Calama                   | Zorros del Desierto         | 12.000    | Lotto        | Finning CAT  |
| Cobresal                                       | Dalcio Giovagnoli      | El Salvador              | El Cobre                    | 20.752    | Lotto        | PF           |
| Colo-Colo                                      | Héctor Tapia           | Santiago (Macul)         | Monumental                  | 47.017    | Under Armour | DirecTV      |
| Deportes Antofagasta                           | José Cantillana        | Antofagasta              | Calvo y Bascuñán            | 21.178    | Uhlsport     | Escondida    |
| Deportes Iquique                               | Nelson Acosta          | Iquique                  | Tierra de Campeones         | 12.000    | Lotto        | Sopranil     |
| Huachipato                                     | Hugo Vilches           | Talcahuano               | CAP                         | 10.022    | Mitre        |              |
| Ñublense                                       | Fernando Díaz          | Chillán                  | Nelson Oyarzún Arenas       | 12.000    | Cafú         | PF           |
| O'Higgins                                      | Pablo Sánchez          | Rancagua                 | El Teniente                 | 15.600    | New Balance  | VTR          |
| Palestino                                      | Pablo Guede            | Santiago (La Cisterna)   | Municipal de La Cisterna    | 12.000    | Training     | BOP          |
| San Marcos de Arica                            | Fernando Vergara       | Arica                    | Carlos Dittborn             | 10.000    | Dalponte     | TPA          |
| Santiago Wanderers                             | Emiliano Astorga       | Valparaíso               | Elías Figueroa Brander      | 25.000    | Mitre        | TPS          |
| Unión Española                                 | José Luis Sierra       | Santiago (Independencia) | Santa Laura Universidad-SEK | 23.000    | Joma         | U. SEK       |
| Unión La Calera                                | Ariel Pereyra          | La Calera                | Nicolás Chahuán Nazar       | 10.000    | Training     | PF           |
| Universidad Católica                           | Mario Salas            | Santiago (Las Condes)    | San Carlos de Apoquindo     | 20.000    | Umbro        | DirecTV      |
| Universidad de Chile                           | Martín Lasarte         | Santiago (Ñuñoa)         | Nacional                    | 48.665    | Adidas       | Claro        |
| Universidad de Concepción                      | Ronald Fuentes         | Concepción               | Municipal de Yumbel         | 3.000     | Dalponte     | PF           |
| Datos actualizados al día 7 de febrero de 2015 |                        |                          |                             |           |              |              |

- Existen posibilidades de que los estadios que se ocupen durante la Copa América 2015 sean cerrados por mantenimiento, como el Elías Figueroa Brander, que se mantendrá cerrado por febrero para ser resembrado, mientras tanto Santiago Wanderers jugará en el Estadio Lucio Fariña de la ciudad de Quillota.

### Cambios de entrenadores
Los entrenadores interinos aparecen en cursiva.
| Equipo    | Entrenador (jornadas)                             |
| --------- | ------------------------------------------------- |
| O'Higgins | Facundo Sava (1 - 3) Pablo Sánchez (4 - Presente) |
| Ñublense  | Ivo Basay (1 - 5) Fernando Díaz (6 - Presente)    |

## Equipos por región
| Región               | N.º | Equipos |
| -------------------- | --- | --- |
| Región Metropolitana | 7   | Audax Italiano, Barnechea, Colo-Colo, Palestino, Unión Española, Universidad Católica y Universidad de Chile |
| Biobío               | 3   | Huachipato, Ñublense y Universidad de Concepción                                                             |
| Valparaíso           | 2   | Santiago Wanderers y Unión La Calera                                                                         |
| Antofagasta          | 2   | Cobreloa y Deportes Antofagasta                                                                              |
| Arica y Parinacota   | 1   | San Marcos de Arica                                                                                          |
| Tarapacá             | 1   | Deportes Iquique                                                                                             |
| Atacama              | 1   | Cobresal |
| O'Higgins            | 1   | O'Higgins |

| San Marcos de Arica Deportes Iquique Deportes Antofagasta Cobreloa Cobresal Unión La Calera Santiago Wanderers Equipos de Santiago O'Higgins Ñublense Huachipato U. de Concepción |
| San Marcos de Arica Deportes Iquique Deportes Antofagasta Cobreloa Cobresal Unión La Calera Santiago Wanderers Equipos de Santiago O'Higgins Ñublense Huachipato U. de Concepción |

|
| Audax Italiano Universidad de Chile Colo-Colo Universidad Católica Unión Española Palestino Barnechea |

|}

}

## Clasificación de equipos
Fecha de actualización: 3 de mayo de 2015
| Premio            | Pos. | Equipos                   | PTS | PJ | PG | PE | PP | GF | GC | DIF | REND  |
| ----------------- | ---- | ------------------------- | --- | -- | -- | -- | -- | -- | -- | --- | ----- |
|                   | 1.   | Cobresal (C)              | 34  | 17 | 10 | 4  | 3  | 29 | 20 | +9  | 66.7% |
|                   | 2.   | Colo Colo                 | 32  | 17 | 10 | 2  | 5  | 32 | 21 | +11 | 62.7% |
|                   | 3.   | Huachipato                | 31  | 17 | 9  | 4  | 4  | 29 | 28 | +1  | 60.8% |
| Copa Sudamericana | 4.   | Universidad Católica      | 29  | 17 | 8  | 5  | 4  | 40 | 31 | +9  | 56.9% |
| Copa Sudamericana | 5.   | Unión La Calera           | 27  | 17 | 8  | 3  | 6  | 33 | 26 | +7  | 52.9% |
|                   | 6.   | Universidad de Concepción | 27  | 17 | 8  | 3  | 6  | 27 | 26 | +1  | 52.9% |
|                   | 7.   | Universidad de Chile      | 26  | 17 | 8  | 2  | 7  | 36 | 27 | +9  | 51%   |
| Copa Sudamericana | 8.   | San Marcos de Arica       | 24  | 17 | 6  | 6  | 5  | 26 | 19 | +7  | 47.1% |
| Copa Sudamericana | 9.   | O'Higgins                 | 24  | 17 | 6  | 6  | 5  | 21 | 23 | -2  | 47.1% |
|                   | 10.  | Unión Española            | 23  | 17 | 6  | 5  | 6  | 20 | 23 | -3  | 45%   |
|                   | 11.  | Audax Italiano            | 21  | 17 | 5  | 6  | 6  | 23 | 24 | -1  | 41.2% |
|                   | 12.  | Deportes Iquique          | 21  | 17 | 6  | 3  | 8  | 27 | 30 | -3  | 41.2% |
|                   | 13.  | Deportes Antofagasta      | 20  | 17 | 6  | 2  | 9  | 25 | 27 | -2  | 39.2% |
|                   | 14.  | Cobreloa                  | 19  | 17 | 6  | 4  | 7  | 22 | 23 | -1  | 37.3% |
|                   | 15.  | Ñublense                  | 19  | 17 | 5  | 4  | 8  | 19 | 21 | -2  | 37.3% |
|                   | 16.  | Palestino                 | 19  | 17 | 5  | 4  | 8  | 26 | 34 | -8  | 37.3% |
|                   | 17.  | Santiago Wanderers        | 17  | 17 | 4  | 5  | 8  | 21 | 26 | -5  | 33.3% |
|                   | 18.  | Barnechea                 | 8   | 17 | 2  | 2  | 13 | 13 | 40 | -27 | 15.7% |

|  | Campeón y clasificado para la Copa Libertadores 2016 como "Chile 1".              |
|  | Clasifican a la Liguilla por el cupo de "Chile 3" para la Copa Sudamericana 2015. |

(*) Nota: En caso de una igualdad de puntaje en el primer lugar de la tabla, se hará un partido único de definición en territorio neutral, para definir al Campeón del Torneo.

(*) Nota: En caso de que un equipo ocupe una posición de la zona de descenso, perderá su cupo en la postemporada.

### Evolución de la clasificación
| Equipo / Fecha                                                                   | 01 | 02 | 03 | 04 | 05 | 06 | 07 | 08 | 09 | 10 | 11 | 12 | 13 | 14 | 15 | 16 | 17 |
| -------------------------------------------------------------------------------- | -- | -- | -- | -- | -- | -- | -- | -- | -- | -- | -- | -- | -- | -- | -- | -- | -- |
| Cobresal                                                                         | 10 | 7  | 3  | 5  | 4  | 5  | 4  | 1  | 1  | 1  | 3  | 1  | 1  | 1  | 1  | 1  | 1  |
| Colo-Colo                                                                        | 13 | 15 | 15 | 13 | 8  | 6  | 6  | 6  | 2  | 2  | 1  | 2  | 2  | 2  | 3  | 3  | 2  |
| Huachipato                                                                       | 15 | 16 | 16 | 14 | 14 | 15 | 9  | 8  | 7  | 9  | 9  | 6  | 9  | 4  | 4  | 4  | 3  |
| Universidad Católica                                                             | 6  | 6  | 2  | 2  | 5  | 3  | 5  | 4  | 6  | 3  | 2  | 3  | 3  | 3  | 2  | 2  | 4  |
| Unión La Calera                                                                  | 12 | 9  | 5  | 3  | 2  | 2  | 1  | 3  | 4  | 4  | 5  | 5  | 4  | 6  | 5  | 6  | 5  |
| U. de Concepción                                                                 | 3  | 2  | 1  | 1  | 1  | 1  | 3  | 5  | 5  | 7  | 6  | 8  | 6  | 9  | 10 | 7  | 6  |
| Universidad de Chile                                                             | 9  | 3  | 9  | 12 | 12 | 14 | 17 | 13 | 15 | 13 | 15 | 13 | 10 | 7  | 6  | 5  | 7  |
| San Marcos de Arica                                                              | 8  | 8  | 4  | 4  | 3  | 4  | 2  | 2  | 3  | 5  | 7  | 4  | 5  | 5  | 9  | 11 | 8  |
| O'Higgins                                                                        | 7  | 12 | 13 | 16 | 16 | 12 | 12 | 10 | 9  | 8  | 4  | 7  | 8  | 8  | 7  | 8  | 9  |
| Unión Española                                                                   | 17 | 14 | 17 | 18 | 18 | 17 | 15 | 17 | 14 | 14 | 13 | 15 | 15 | 13 | 14 | 10 | 10 |
| Audax Italiano                                                                   | 4  | 4  | 8  | 10 | 11 | 10 | 11 | 9  | 8  | 10 | 10 | 11 | 11 | 14 | 15 | 12 | 11 |
| Deportes Iquique                                                                 | 14 | 11 | 12 | 9  | 7  | 8  | 8  | 7  | 10 | 6  | 8  | 9  | 12 | 15 | 11 | 13 | 12 |
| Archivo:600px 600px bisection vertical White HEX-0033CC.svg Deportes Antofagasta | 11 | 13 | 14 | 11 | 13 | 11 | 13 | 15 | 17 | 15 | 12 | 10 | 13 | 11 | 12 | 14 | 13 |
| Cobreloa                                                                         | 1  | 1  | 7  | 6  | 9  | 9  | 10 | 14 | 11 | 11 | 11 | 12 | 7  | 10 | 8  | 9  | 14 |
| Ñublense                                                                         | 2  | 5  | 10 | 15 | 15 | 16 | 14 | 11 | 13 | 16 | 17 | 17 | 16 | 16 | 16 | 17 | 15 |
| Palestino                                                                        | 18 | 17 | 11 | 8  | 10 | 13 | 16 | 16 | 16 | 17 | 17 | 14 | 14 | 12 | 13 | 15 | 16 |
| Santiago Wanderers                                                               | 5  | 10 | 6  | 7  | 6  | 7  | 7  | 12 | 12 | 12 | 14 | 16 | 17 | 17 | 17 | 16 | 17 |
| Barnechea                                                                        | 16 | 18 | 18 | 17 | 17 | 18 | 18 | 18 | 18 | 18 | 18 | 18 | 18 | 18 | 18 | 18 | 18 |

* Nota: No siempre los partidos de cada jornada se juegan en la fecha programada por diversos motivos. Sin embargo, la evolución de la clasificación de cada equipo se hace bajo el supuesto de que no hay aplazamiento.

## Resultados
- O'Higgins y Deportes Iquique recibieron una sanción de jugar los 2 primeros partidos como local sin público, debido a que los hinchas de ambos equipos profirieron insultos racistas en contra del delantero venezolano Emilio Rentería de San Marcos de Arica, cuando O'Higgins y Deportes Iquique enfrentaron a San Marcos de Arica, en el Torneo de Apertura 2014.

|                                                             | O'Higgins                 | 2 - 1 Archivado el 3 de enero de 2015 en Wayback Machine.                                               | Unión La Calera      |  | Bicentenario El Teniente - Codelco      | Cristián Andaur   | 2 de enero | 20:00 |  |
|                                                             | Cobresal                  | 1 - 1 Archivado el 3 de enero de 2015 en Wayback Machine.                                               | Universidad de Chile |  | El Cobre                                | Angelo Hermosilla | 3 de enero | 16:00 |  |
|                                                             | Ñublense                  | 3 - 1 (enlace roto disponible en Internet Archive; véase el historial, la primera versión y la última). | Huachipato           |  | Bicentenario Nelson Oyarzún             | Claudio Aranda    | 3 de enero | 18:30 |  |
| Archivo:600px 600px bisection vertical White HEX-0033CC.svg | Deportes Antofagasta      | 2 - 3                                                                                                   | Universidad Católica |  | Bicentenario Francisco Sánchez Rumoroso | Rafael Troncoso   | 4 de enero | 16:00 |  |
|                                                             | Universidad de Concepción | 3 - 1                                                                                                   | Deportes Iquique     |  | Municipal de Yumbel                     | Carlos Ulloa      | 4 de enero | 17:00 |  |
|                                                             | Colo-Colo                 | 0 - 1 (enlace roto disponible en Internet Archive; véase el historial, la primera versión y la última). | San Marcos de Arica  |  | Monumental                              | Jorge Osorio      | 4 de enero | 18:30 |  |
|                                                             | Unión Española            | 0 - 2 Archivado el 6 de enero de 2015 en Wayback Machine.                                               | Audax Italiano       |  | Santa Laura - Universidad SEK           | Roberto Tobar     | 5 de enero | 20:00 |  |
|                                                             | Cobreloa                  | 3 - 0 Archivado el 7 de enero de 2015 en Wayback Machine.                                               | Palestino            |  | Luis Becerra Constanzo                  | Carlos Rumiano    | 7 de enero | 16:00 |  |
|                                                             | Barnechea                 | 0 - 2 (enlace roto disponible en Internet Archive; véase el historial, la primera versión y la última). | Santiago Wanderers   |  | San Carlos de Apoquindo                 | Eduardo Gamboa    | 7 de enero | 20:00 |  |

|  | Huachipato           | 1 - 2 (enlace roto disponible en Internet Archive; véase el historial, la primera versión y la última). | Universidad de Concepción |                                                             | CAP                          | Rafael Troncoso   | 9 de enero  | 18:30 |  |
|  | Audax Italiano       | 0 - 0 Archivado el 10 de enero de 2015 en Wayback Machine.                                              | Deportes Antofagasta      | Archivo:600px 600px bisection vertical White HEX-0033CC.svg | Bicentenario de La Florida   | Piero Maza        | 9 de enero  | 21:00 |  |
|  | Universidad de Chile | 3 - 0 (enlace roto disponible en Internet Archive; véase el historial, la primera versión y la última). | O'Higgins                 |                                                             | Nacional                     | Jorge Osorio      | 10 de enero | 18:00 |  |
|  | Unión La Calera      | 3 - 0 Archivado el 23 de septiembre de 2015 en Wayback Machine.                                         | Barnechea                 |                                                             | Nicolás Chahuán Nazar        | Angelo Hermosilla | 10 de enero | 20:30 |  |
|  | San Marcos de Arica  | 0 - 0 Archivado el 23 de septiembre de 2015 en Wayback Machine.                                         | Ñublense                  |                                                             | Bicentenario Carlos Dittborn | Carlos Rumiano    | 10 de enero | 22:00 |  |
|  | Deportes Iquique     | 3 - 2 (enlace roto disponible en Internet Archive; véase el historial, la primera versión y la última). | Colo-Colo                 |                                                             | Bicentenario Luis Valenzuela | Claudio Puga      | 11 de enero | 16:30 |  |
|  | Palestino            | 0 - 1 (enlace roto disponible en Internet Archive; véase el historial, la primera versión y la última). | Cobresal                  |                                                             | Municipal de La Cisterna     | Patricio Blanca   | 11 de enero | 17:00 |  |
|  | Universidad Católica | 0 - 0 (enlace roto disponible en Internet Archive; véase el historial, la primera versión y la última). | Unión Española            |                                                             | San Carlos de Apoquindo      | Enrique Osses     | 11 de enero | 18:45 |  |
|  | Santiago Wanderers   | 0 - 1 (enlace roto disponible en Internet Archive; véase el historial, la primera versión y la última). | Cobreloa                  |                                                             | Bicentenario Elías Figueroa  | Cristián Andaur   | 11 de enero | 21:00 |  |

|                                                             | Cobreloa                  | 1 - 3 (enlace roto disponible en Internet Archive; véase el historial, la primera versión y la última). | Universidad Católica |  | El Cobre                      | Roberto Tobar     | 16 de enero | 16:00 |  |
|                                                             | Universidad de Concepción | 2 - 1 (enlace roto disponible en Internet Archive; véase el historial, la primera versión y la última). | O'Higgins            |  | Municipal de Yumbel           | Carlos Rumiano    | 17 de enero | 16:00 |  |
|                                                             | Santiago Wanderers        | 3 - 2 (enlace roto disponible en Internet Archive; véase el historial, la primera versión y la última). | Universidad de Chile |  | Bicentenario Elías Figueroa   | Claudio Puga      | 17 de enero | 18:30 |  |
|                                                             | Unión Española            | 1 - 2 (enlace roto disponible en Internet Archive; véase el historial, la primera versión y la última). | San Marcos de Arica  |  | Santa Laura - Universidad SEK | Rafael Troncoso   | 17 de enero | 21:00 |  |
|                                                             | Ñublense                  | 0 - 3 Archivado el 18 de enero de 2015 en Wayback Machine.                                              | Palestino            |  | Bicentenario Nelson Oyarzún   | Angelo Hermosilla | 18 de enero | 16:00 |  |
|                                                             | Cobresal                  | 4 - 2 Archivado el 19 de enero de 2015 en Wayback Machine.                                              | Deportes Iquique     |  | El Cobre                      | Piero Maza        | 18 de enero | 16:00 |  |
| Archivo:600px 600px bisection vertical White HEX-0033CC.svg | Deportes Antofagasta      | 3 - 4 (enlace roto disponible en Internet Archive; véase el historial, la primera versión y la última). | Unión La Calera      |  | Municipal de Mejillones       | Cristián Andaur   | 18 de enero | 18:00 |  |
|                                                             | Colo-Colo                 | 2 - 2                                                                                                   | Huachipato           |  | Monumental                    | Enrique Osses     | 18 de enero | 18:30 |  |
|                                                             | Barnechea                 | 0 - 0 Archivado el 20 de enero de 2015 en Wayback Machine.                                              | Audax Italiano       |  | San Carlos de Apoquindo       | Jorge Osorio      | 19 de enero | 21:15 |  |

|  | Huachipato                | 2 - 1 (enlace roto disponible en Internet Archive; véase el historial, la primera versión y la última). | Cobresal             |                                                             | CAP                                | Patricio Blanca   | 30 de enero  | 18:30 |  |
|  | Deportes Iquique          | 2 - 1 Archivado el 1 de febrero de 2015 en Wayback Machine.                                             | Santiago Wanderers   |                                                             | Tierra de Campeones                | Angelo Hermosilla | 30 de enero  | 21:00 |  |
|  | Unión La Calera           | 2 - 0 Archivado el 1 de febrero de 2015 en Wayback Machine.                                             | Unión Española       |                                                             | Nicolás Chahuán Nazar              | Jorge Osorio      | 31 de enero  | 16:00 |  |
|  | Universidad de Concepción | 3 - 2 Archivado el 1 de febrero de 2015 en Wayback Machine.                                             | Cobreloa             |                                                             | Municipal de Yumbel                | Claudio Aranda    | 31 de enero  | 17:00 |  |
|  | Universidad de Chile      | 1 - 3 (enlace roto disponible en Internet Archive; véase el historial, la primera versión y la última). | Deportes Antofagasta | Archivo:600px 600px bisection vertical White HEX-0033CC.svg | Nacional                           | Rafael Troncoso   | 31 de enero  | 18:30 |  |
|  | Audax Italiano            | 0 - 1 Archivado el 23 de septiembre de 2015 en Wayback Machine.                                         | Palestino            |                                                             | Bicentenario de La Florida         | Claudio Puga      | 31 de enero  | 21:00 |  |
|  | San Marcos de Arica       | 0 - 0 (enlace roto disponible en Internet Archive; véase el historial, la primera versión y la última). | Barnechea            |                                                             | Bicentenario Carlos Dittborn       | Cristián Andaur   | 31 de enero  | 22:00 |  |
|  | O'Higgins                 | 0 - 2 Archivado el 2 de febrero de 2015 en Wayback Machine.                                             | Colo-Colo            |                                                             | Bicentenario El Teniente - Codelco | Eduardo Gamboa    | 1 de febrero | 16:00 |  |
|  | Universidad Católica      | 2 - 1 Archivado el 2 de febrero de 2015 en Wayback Machine.                                             | Ñublense             |                                                             | San Carlos de Apoquindo            | Carlos Ulloa      | 1 de febrero | 18:30 |  |

|                                                             | Universidad de Chile | 2 - 3 Archivado el 4 de febrero de 2015 en Wayback Machine.                                             | Deportes Iquique          |  | Nacional                      | Eduardo Gamboa  | 3 de febrero | 19:30 |  |
|                                                             | Barnechea            | 1 - 2 Archivado el 4 de febrero de 2015 en Wayback Machine.                                             | Universidad de Concepción |  | San Carlos de Apoquindo       | Carlos Ulloa    | 3 de febrero | 22:00 |  |
|                                                             | Cobresal             | 1 - 0 Archivado el 5 de febrero de 2015 en Wayback Machine.                                             | Audax Italiano            |  | El Cobre                      | Carlos Rumiano  | 4 de febrero | 16:00 |  |
| Archivo:600px 600px bisection vertical White HEX-0033CC.svg | Deportes Antofagasta | 0 - 2 (enlace roto disponible en Internet Archive; véase el historial, la primera versión y la última). | San Marcos de Arica       |  | Municipal de Mejillones       | Piero Maza      | 4 de febrero | 17:00 |  |
|                                                             | Unión Española       | 1 - 3 Archivado el 5 de febrero de 2015 en Wayback Machine.                                             | Colo-Colo                 |  | Santa Laura - Universidad SEK | Claudio Puga    | 4 de febrero | 18:00 |  |
|                                                             | Santiago Wanderers   | 2 - 0 Archivado el 5 de febrero de 2015 en Wayback Machine.                                             | Universidad Católica      |  | Bicentenario Elías Figueroa   | Jorge Osorio    | 4 de febrero | 20:30 |  |
|                                                             | Cobreloa             | 0 - 0 Archivado el 6 de febrero de 2015 en Wayback Machine.                                             | O'Higgins                 |  | Luis Becerra Constanzo        | Rafael Troncoso | 5 de febrero | 16:00 |  |
|                                                             | Ñublense             | 1 - 2 Archivado el 6 de febrero de 2015 en Wayback Machine.                                             | Unión La Calera           |  | Bicentenario Nelson Oyarzún   | Cristián Andaur | 5 de febrero | 20:00 |  |
|                                                             | Palestino            | 1 - 1 Archivado el 23 de septiembre de 2015 en Wayback Machine.                                         | Huachipato                |  | Municipal de La Cisterna      | Claudio Aranda  | 25 de marzo  | 17:00 |  |

|  | Huachipato                | 2 - 2 Archivado el 7 de febrero de 2015 en Wayback Machine.                                             | Universidad de Chile |                                                             | CAP                                | Carlos Rumiano    | 7 de febrero | 15:30 |  |
|  | Colo-Colo                 | 4 - 1 (enlace roto disponible en Internet Archive; véase el historial, la primera versión y la última). | Barnechea            |                                                             | Monumental                         | Piero Maza        | 7 de febrero | 18:30 |  |
|  | Audax Italiano            | 3 - 0 Archivado el 8 de febrero de 2015 en Wayback Machine.                                             | Santiago Wanderers   |                                                             | Bicentenario de La Florida         | Carlos Ulloa      | 7 de febrero | 21:00 |  |
|  | San Marcos de Arica       | 1 - 1 Archivado el 8 de febrero de 2015 en Wayback Machine.                                             | Cobresal             |                                                             | Bicentenario Carlos Dittborn       | Claudio Aranda    | 7 de febrero | 22:00 |  |
|  | Universidad de Concepción | 1 - 2 Archivado el 8 de febrero de 2015 en Wayback Machine.                                             | Unión Española       |                                                             | Municipal de Yumbel                | Patricio Blanca   | 8 de febrero | 16:00 |  |
|  | Deportes Iquique          | 1 - 2 Archivado el 9 de febrero de 2015 en Wayback Machine.                                             | Deportes Antofagasta | Archivo:600px 600px bisection vertical White HEX-0033CC.svg | Tierra de Campeones                | Claudio Puga      | 8 de febrero | 17:00 |  |
|  | Unión La Calera           | 0 - 0 Archivado el 9 de febrero de 2015 en Wayback Machine.                                             | Cobreloa             |                                                             | Nicolás Chahuán Nazar              | Eduardo Gamboa    | 8 de febrero | 18:15 |  |
|  | Universidad Católica      | 3 - 2 Archivado el 9 de febrero de 2015 en Wayback Machine.                                             | Palestino            |                                                             | San Carlos de Apoquindo            | Angelo Hermosilla | 8 de febrero | 20:30 |  |
|  | O'Higgins                 | 1 - 0 (enlace roto disponible en Internet Archive; véase el historial, la primera versión y la última). | Ñublense             |                                                             | Bicentenario El Teniente - Codelco | Jorge Osorio      | 9 de febrero | 20:00 |  |

|                                                             | Barnechea            | 1 - 0 Archivado el 14 de febrero de 2015 en Wayback Machine.                                            | Deportes Iquique          |  | San Carlos de Apoquindo            | Angelo Hermosilla | 13 de febrero | 18:30 |  |
|                                                             | Universidad de Chile | 1 - 2 (enlace roto disponible en Internet Archive; véase el historial, la primera versión y la última). | Unión Española            |  | Nacional                           | Carlos Ulloa      | 13 de febrero | 21:00 |  |
| Archivo:600px 600px bisection vertical White HEX-0033CC.svg | Deportes Antofagasta | 1 - 2 (enlace roto disponible en Internet Archive; véase el historial, la primera versión y la última). | Colo-Colo                 |  | Bicentenario Calvo y Bascuñán      | Eduardo Gamboa    | 14 de febrero | 16:00 |  |
|                                                             | Unión La Calera      | 2 - 0 Archivado el 15 de febrero de 2015 en Wayback Machine.                                            | Universidad de Concepción |  | Nicolás Chahuán Nazar              | Carlos Rumiano    | 14 de febrero | 18:30 |  |
|                                                             | Cobreloa             | 1 - 3 Archivado el 16 de febrero de 2015 en Wayback Machine.                                            | Cobresal                  |  | Luis Becerra Constanzo             | Patricio Polic    | 15 de febrero | 16:00 |  |
|                                                             | Ñublense             | 1 - 0 (enlace roto disponible en Internet Archive; véase el historial, la primera versión y la última). | Audax Italiano            |  | Bicentenario Nelson Oyarzún        | Piero Maza        | 15 de febrero | 18:00 |  |
|                                                             | Palestino            | 0 - 4 (enlace roto disponible en Internet Archive; véase el historial, la primera versión y la última). | San Marcos de Arica       |  | Municipal de La Cisterna           | Patricio Blanca   | 15 de febrero | 18:30 |  |
|                                                             | O'Higgins            | 1 - 1 Archivado el 16 de febrero de 2015 en Wayback Machine.                                            | Universidad Católica      |  | Bicentenario El Teniente - Codelco | Enrique Osses     | 15 de febrero | 18:30 |  |
|                                                             | Santiago Wanderers   | 0 - 1 (enlace roto disponible en Internet Archive; véase el historial, la primera versión y la última). | Huachipato                |  | Bicentenario Elías Figueroa        | Rafael Troncoso   | 15 de febrero | 21:00 |  |

|  | Barnechea                 | 1 - 3 Archivado el 21 de febrero de 2015 en Wayback Machine.                                            | Ñublense             |                                                             | San Carlos de Apoquindo       | Eduardo Gamboa  | 20 de febrero | 21:00 |  |
|  | San Marcos de Arica       | 3 - 3 Archivado el 22 de febrero de 2015 en Wayback Machine.                                            | Universidad Católica |                                                             | Bicentenario Carlos Dittborn  | Julio Bascuñán  | 21 de febrero | 16:00 |  |
|  | Huachipato                | 2 - 0 Archivado el 22 de febrero de 2015 en Wayback Machine.                                            | Deportes Antofagasta | Archivo:600px 600px bisection vertical White HEX-0033CC.svg | CAP                           | Jorge Osorio    | 21 de febrero | 18:30 |  |
|  | Unión Española            | 1 - 2 Archivado el 22 de febrero de 2015 en Wayback Machine.                                            | O'Higgins            |                                                             | Santa Laura - Universidad SEK | Cristián Andaur | 21 de febrero | 21:00 |  |
|  | Universidad de Concepción | 1 - 2 Archivado el 23 de febrero de 2015 en Wayback Machine.                                            | Universidad de Chile |                                                             | CAP                           | Claudio Aranda  | 22 de febrero | 16:00 |  |
|  | Cobresal                  | 1 - 0 (enlace roto disponible en Internet Archive; véase el historial, la primera versión y la última). | Santiago Wanderers   |                                                             | El Cobre                      | Patricio Blanca | 22 de febrero | 17:00 |  |
|  | Colo-Colo                 | 1 - 1 (enlace roto disponible en Internet Archive; véase el historial, la primera versión y la última). | Palestino            |                                                             | Monumental                    | Roberto Tobar   | 22 de febrero | 18:30 |  |
|  | Deportes Iquique          | 2 - 1 Archivado el 23 de febrero de 2015 en Wayback Machine.                                            | Unión La Calera      |                                                             | Tierra de Campeones           | Rafael Troncoso | 22 de febrero | 21:00 |  |
|  | Audax Italiano            | 5 - 0 (enlace roto disponible en Internet Archive; véase el historial, la primera versión y la última). | Cobreloa             |                                                             | Bicentenario de La Florida    | Claudio Puga    | 22 de febrero | 21:00 |  |

|                                                             | Santiago Wanderers   | 0 - 0 Archivado el 2 de abril de 2015 en Wayback Machine.                                               | Universidad de Concepción |  | Bicentenario Lucio Fariña          | Jorge Osorio   | 27 de febrero | 18:30 |  |
|                                                             | O'Higgins            | 3 - 1 (enlace roto disponible en Internet Archive; véase el historial, la primera versión y la última). | Barnechea                 |  | Bicentenario El Teniente - Codelco | Claudio Aranda | 27 de febrero | 21:00 |  |
|                                                             | Universidad Católica | 2 - 4 Archivado el 23 de septiembre de 2015 en Wayback Machine.                                         | Cobresal                  |  | San Carlos de Apoquindo            | Carlos Ulloa   | 28 de febrero | 19:30 |  |
|                                                             | Palestino            | 2 - 2 (enlace roto disponible en Internet Archive; véase el historial, la primera versión y la última). | Deportes Iquique          |  | Municipal de La Cisterna           | Patricio Polic | 1 de marzo    | 15:30 |  |
|                                                             | Cobreloa             | 1 - 0 Archivado el 23 de septiembre de 2015 en Wayback Machine.                                         | San Marcos de Arica       |  | Luis Becerra Constanzo             | Enrique Osses  | 1 de marzo    | 16:00 |  |
|                                                             | Ñublense             | 0 - 1 Archivado el 23 de septiembre de 2015 en Wayback Machine.                                         | Colo-Colo                 |  | Bicentenario Nelson Oyarzún        | Claudio Puga   | 1 de marzo    | 17:30 |  |
| Archivo:600px 600px bisection vertical White HEX-0033CC.svg | Deportes Antofagasta | 1 - 2 Archivado el 23 de septiembre de 2015 en Wayback Machine.                                         | Unión Española            |  | Bicentenario Calvo y Bascuñán      | Piero Maza     | 1 de marzo    | 18:00 |  |
|                                                             | Unión La Calera      | 0 - 1 (enlace roto disponible en Internet Archive; véase el historial, la primera versión y la última). | Huachipato                |  | Nicolás Chahuán Nazar              | Julio Bascuñán | 1 de marzo    | 20:00 |  |
|                                                             | Universidad de Chile | 2 - 3 Archivado el 23 de septiembre de 2015 en Wayback Machine.                                         | Audax Italiano            |  | Nacional                           | Eduardo Gamboa | 2 de marzo    | 20:00 |  |

|  | Unión Española      | 2 - 2 Archivado el 23 de septiembre de 2015 en Wayback Machine.                                         | Santiago Wanderers        |                                                             | Santa Laura - Universidad SEK | Claudio Aranda    | 6 de marzo | 18:30 |  |
|  | Barnechea           | 0 - 1 Archivado el 23 de septiembre de 2015 en Wayback Machine.                                         | Cobreloa                  |                                                             | San Carlos de Apoquindo       | Jorge Osorio      | 6 de marzo | 21:00 |  |
|  | Palestino           | 3 - 3 Archivado el 23 de septiembre de 2015 en Wayback Machine.                                         | O'Higgins                 |                                                             | Municipal de La Cisterna      | Cristián Andaur   | 7 de marzo | 17:00 |  |
|  | Huachipato          | 3 - 5 (enlace roto disponible en Internet Archive; véase el historial, la primera versión y la última). | Universidad Católica      |                                                             | CAP                           | Angelo Hermosilla | 7 de marzo | 19:30 |  |
|  | Deportes Iquique    | 1 - 0 (enlace roto disponible en Internet Archive; véase el historial, la primera versión y la última). | Audax Italiano            |                                                             | Tierra de Campeones           | Patricio Blanca   | 7 de marzo | 22:00 |  |
|  | San Marcos de Arica | 0 - 1 Archivado el 23 de septiembre de 2015 en Wayback Machine.                                         | Universidad de Chile      |                                                             | Bicentenario Carlos Dittborn  | Julio Bascuñán    | 8 de marzo | 16:00 |  |
|  | Cobresal            | 1 - 1 Archivado el 23 de septiembre de 2015 en Wayback Machine.                                         | Unión La Calera           |                                                             | El Cobre                      | Claudio Puga      | 8 de marzo | 17:00 |  |
|  | Ñublense            | 0 - 1 Archivado el 2 de abril de 2015 en Wayback Machine.                                               | Deportes Antofagasta      | Archivo:600px 600px bisection vertical White HEX-0033CC.svg | Bicentenario Nelson Oyarzún   | Enrique Osses     | 8 de marzo | 18:30 |  |
|  | Colo-Colo           | 3 - 0 Archivado el 2 de abril de 2015 en Wayback Machine.                                               | Universidad de Concepción |                                                             | Monumental                    | Rafael Troncoso   | 8 de marzo | 18:30 |  |

|                                                             | Universidad de Concepción | 2 - 2 Archivado el 23 de septiembre de 2015 en Wayback Machine.                                         | Ñublense            |  | Municipal de Yumbel                | Julio Bascuñán  | 13 de marzo | 17:30 |  |
|                                                             | O'Higgins                 | 1 - 0 Archivado el 23 de septiembre de 2015 en Wayback Machine.                                         | Deportes Iquique    |  | Bicentenario El Teniente - Codelco | Jorge Osorio    | 13 de marzo | 20:00 |  |
|                                                             | Universidad de Chile      | 1 - 2 Archivado el 23 de septiembre de 2015 en Wayback Machine.                                         | Colo-Colo           |  | Nacional                           | Eduardo Gamboa  | 14 de marzo | 16:00 |  |
|                                                             | Cobreloa                  | 1 - 1 Archivado el 23 de septiembre de 2015 en Wayback Machine.                                         | Unión Española      |  | Luis Becerra Constanzo             | Cristián Andaur | 15 de marzo | 17:00 |  |
| Archivo:600px 600px bisection vertical White HEX-0033CC.svg | Deportes Antofagasta      | 2 - 0 Archivado el 23 de septiembre de 2015 en Wayback Machine.                                         | Cobresal            |  | Bicentenario Calvo y Bascuñán      | Carlos Ulloa    | 15 de marzo | 17:00 |  |
|                                                             | Universidad Católica      | 5 - 0 Archivado el 23 de septiembre de 2015 en Wayback Machine.                                         | Barnechea           |  | San Carlos de Apoquindo            | Patricio Polic  | 15 de marzo | 18:15 |  |
|                                                             | Audax Italiano            | 0 - 0 (enlace roto disponible en Internet Archive; véase el historial, la primera versión y la última). | Huachipato          |  | Bicentenario de La Florida         | Claudio Puga    | 15 de marzo | 20:30 |  |
|                                                             | Unión La Calera           | 1 - 4 (enlace roto disponible en Internet Archive; véase el historial, la primera versión y la última). | San Marcos de Arica |  | Nicolás Chahuán Nazar              | Rafael Troncoso | 28 de marzo | 15:30 |  |
|                                                             | Santiago Wanderers        | 0 - 3 (enlace roto disponible en Internet Archive; véase el historial, la primera versión y la última). | Palestino           |  | Bicentenario Elías Figueroa        | Piero Maza      | 1 de abril  | 19:30 |  |

|  | Audax Italiano      | 0 - 0 Archivado el 2 de abril de 2015 en Wayback Machine.       | Universidad Católica      |                                                             | Bicentenario de La Florida    | Cristián Andaur | 20 de marzo | 20:00 |  |
|  | Barnechea           | 1 - 3 Archivado el 23 de septiembre de 2015 en Wayback Machine. | Deportes Antofagasta      | Archivo:600px 600px bisection vertical White HEX-0033CC.svg | San Carlos de Apoquindo       | Rafael Troncoso | 21 de marzo | 12:30 |  |
|  | Unión Española      | 1 - 1 Archivado el 23 de septiembre de 2015 en Wayback Machine. | Ñublense                  |                                                             | Santa Laura - Universidad SEK | Eduardo Gamboa  | 21 de marzo | 15:30 |  |
|  | Huachipato          | 3 - 2 Archivado el 23 de septiembre de 2015 en Wayback Machine. | O'Higgins                 |                                                             | CAP                           | Piero Maza      | 21 de marzo | 15:30 |  |
|  | Colo-Colo           | 1 - 4 Archivado el 23 de septiembre de 2015 en Wayback Machine. | Unión La Calera           |                                                             | Monumental                    | Carlos Ulloa    | 21 de marzo | 18:00 |  |
|  | San Marcos de Arica | 3 - 3 Archivado el 23 de septiembre de 2015 en Wayback Machine. | Santiago Wanderers        |                                                             | Bicentenario Carlos Dittborn  | Patricio Blanca | 21 de marzo | 21:00 |  |
|  | Deportes Iquique    | 0 - 0 Archivado el 23 de septiembre de 2015 en Wayback Machine. | Cobreloa                  |                                                             | Tierra de Campeones           | Claudio Puga    | 21 de marzo | 21:00 |  |
|  | Palestino           | 1 - 3 Archivado el 2 de abril de 2015 en Wayback Machine.       | Universidad de Chile      |                                                             | Santa Laura - Universidad SEK | Jorge Osorio    | 22 de marzo | 12:00 |  |
|  | Cobresal            | 2 - 1 Archivado el 23 de septiembre de 2015 en Wayback Machine. | Universidad de Concepción |                                                             | El Cobre                      | Patricio Polic  | 22 de marzo | 15:00 |  |

|                                                             | Colo-Colo                 | 1 - 2 Archivado el 9 de abril de 2015 en Wayback Machine.                                               | Cobresal             |  | Monumental                         | Julio Bascuñán    | 3 de abril | 18:00 |  |
|                                                             | Ñublense                  | 2 - 0 Archivado el 9 de abril de 2015 en Wayback Machine.                                               | Deportes Iquique     |  | Bicentenario Nelson Oyarzún        | Carlos Ulloa      | 3 de abril | 20:30 |  |
|                                                             | O'Higgins                 | 1 - 1 Archivado el 12 de abril de 2015 en Wayback Machine.                                              | Santiago Wanderers   |  | Bicentenario El Teniente - Codelco | Carlos Rumiano    | 4 de abril | 15:30 |  |
| Archivo:600px 600px bisection vertical White HEX-0033CC.svg | Deportes Antofagasta      | 1 - 2 Archivado el 12 de abril de 2015 en Wayback Machine.                                              | Palestino            |  | Bicentenario Calvo y Bascuñán      | Patricio Polic    | 4 de abril | 15:30 |  |
|                                                             | Unión La Calera           | 0 - 0 Archivado el 12 de abril de 2015 en Wayback Machine.                                              | Audax Italiano       |  | Nicolás Chahuán Nazar              | Eduardo Gamboa    | 4 de abril | 18:00 |  |
|                                                             | Unión Española            | 2 - 1 Archivado el 13 de abril de 2015 en Wayback Machine.                                              | Barnechea (D)        |  | Santa Laura - Universidad SEK      | Angelo Hermosilla | 4 de abril | 20:30 |  |
|                                                             | Universidad Católica      | 2 - 4 Archivado el 13 de abril de 2015 en Wayback Machine.                                              | Universidad de Chile |  | San Carlos de Apoquindo            | Roberto Tobar     | 5 de abril | 12:00 |  |
|                                                             | Universidad de Concepción | 3 - 2 (enlace roto disponible en Internet Archive; véase el historial, la primera versión y la última). | San Marcos de Arica  |  | Municipal de Yumbel                | Claudio Aranda    | 5 de abril | 16:00 |  |
|                                                             | Cobreloa                  | 6 - 0 (enlace roto disponible en Internet Archive; véase el historial, la primera versión y la última). | Huachipato           |  | Luis Becerra Constanzo             | Jorge Osorio      | 5 de abril | 16:00 |  |

|  | Universidad Católica | 4 - 2 | Unión La Calera           |                                                             | San Carlos de Apoquindo      | Julio Bascuñán  | 10 de abril | 20:00 |  |
|  | Palestino            | 3 - 2 | Universidad de Concepción |                                                             | Municipal de La Cisterna     | Piero Maza      | 11 de abril | 12:30 |  |
|  | Santiago Wanderers   | 0 - 2 | Deportes Antofagasta      | Archivo:600px 600px bisection vertical White HEX-0033CC.svg | Bicentenario Elías Figueroa  | Carlos Ulloa    | 11 de abril | 16:00 |  |
|  | Universidad de Chile | 4 - 0 | Cobreloa                  |                                                             | Nacional                     | Claudio Puga    | 11 de abril | 18:30 |  |
|  | Cobresal             | 1 - 0 | Ñublense                  |                                                             | Municipal de La Pintana      | Enrique Osses   | 11 de abril | 21:00 |  |
|  | San Marcos de Arica  | 0 - 0 | O'Higgins                 |                                                             | Bicentenario Carlos Dittborn | Eduardo Gamboa  | 11 de abril | 22:00 |  |
|  | Audax Italiano       | 0 - 1 | Colo-Colo                 |                                                             | Bicentenario de La Florida   | Jorge Osorio    | 12 de abril | 15:30 |  |
|  | Deportes Iquique     | 0 - 1 | Unión Española            |                                                             | Tierra de Campeones          | Cristián Andaur | 12 de abril | 15:30 |  |
|  | Huachipato           | 4 - 1 | Barnechea                 |                                                             | CAP                          | Carlos Rumiano  | 12 de abril | 18:00 |  |

|  | O'Higgins                 | 2 - 0 | Cobresal             |                                                             | Bicentenario El Teniente - Codelco | Jorge Osorio      | 17 de abril | 20:00 |  |
|  | Colo-Colo                 | 0 - 3 | Universidad Católica |                                                             | Monumental                         | Roberto Tobar     | 18 de abril | 12:00 |  |
|  | Cobreloa                  | 3 - 1 | Deportes Antofagasta | Archivo:600px 600px bisection vertical White HEX-0033CC.svg | Municipal Zorros del Desierto      | Eduardo Gamboa    | 18 de abril | 16:00 |  |
|  | Unión Española            | 0 - 1 | Huachipato           |                                                             | Santa Laura - Universidad SEK      | Patricio Blanca   | 18 de abril | 18:00 |  |
|  | Ñublense                  | 1 - 1 | Santiago Wanderers   |                                                             | Bicentenario Nelson Oyarzún        | Patricio Polic    | 18 de abril | 20:40 |  |
|  | Universidad de Concepción | 2 - 2 | Audax Italiano       |                                                             | Municipal de Yumbel                | Claudio Puga      | 19 de abril | 12:00 |  |
|  | Deportes Iquique          | 4 - 1 | San Marcos de Arica  |                                                             | Tierra de Campeones                | Angelo Hermosilla | 19 de abril | 15:30 |  |
|  | Barnechea                 | 1 - 4 | Universidad de Chile |                                                             | Santa Laura - Universidad SEK      | Claudio Aranda    | 19 de abril | 18:00 |  |
|  | Unión La Calera           | 4 - 0 | Palestino            |                                                             | Nicolás Chahuán Nazar              | Enrique Osses     | 19 de abril | 20:30 |  |

|                                                             | Palestino            | 2 - 3 | Unión Española            |  | Municipal de La Cisterna      | Piero Maza        | 25 de abril | 16:00 |             |
|                                                             | Santiago Wanderers   | 4 - 2 | Unión La Calera           |  | Bicentenario Elías Figueroa   | Angelo Hermosilla | 25 de abril | 17:30 |             |
| Archivo:600px 600px bisection vertical White HEX-0033CC.svg | Deportes Antofagasta | 0 - 1 | Universidad de Concepción |  | Bicentenario Calvo y Bascuñán | Roberto Tobar     | 25 de abril | 17:30 |             |
|                                                             | Huachipato           | 1 - 0 | San Marcos de Arica       |  | CAP                           | Eduardo Gamboa    | 25 de abril | 20:00 |             |
|                                                             | Cobreloa             | 0 - 4 | Colo-Colo                 |  | Zorros del Desierto           | Julio Bascuñán    | 26 de abril | 12:00 | CDF Premium |
|                                                             | Audax Italiano       | 3 - 0 | O'Higgins                 |  | Bicentenario de La Florida    | Cristián Andaur   | 26 de abril | 12:00 | CDF HD      |
|                                                             | Universidad de Chile | 2 - 1 | Ñublense                  |  | Nacional                      | Claudio Puga      | 26 de abril | 12:00 | CDF Básico  |
|                                                             | Universidad Católica | 3 - 3 | Deportes Iquique          |  | San Carlos de Apoquindo       | Patricio Polic    | 26 de abril | 16:30 | CDF Premium |
|                                                             | Cobresal (C)         | 3 - 2 | Barnechea                 |  | El Cobre                      | Carlos Ulloa      | 26 de abril | 16:30 | CDF Básico  |

|  | Barnechea                 | 2 - 1 | Palestino            |                                                             | Santiago Bueras                    | Carlos Rumiano  | 30 de abril | 15:30 |             |
|  | Universidad de Concepción | 2 - 0 | Universidad Católica |                                                             | CAP                                | Patricio Blanca | 2 de mayo   | 12:30 | CDF Premium |
|  | Colo-Colo                 | 3 - 1 | Santiago Wanderers   |                                                             | Monumental                         | Patricio Polic  | 2 de mayo   | 15:30 | CDF Premium |
|  | Deportes Iquique          | 1 - 2 | Huachipato           |                                                             | Tierra de Campeones                | Rafael Troncoso | 2 de mayo   | 15:30 |             |
|  | Unión Española            | 1 - 1 | Cobresal             |                                                             | Santa Laura - Universidad SEK      | Julio Bascuñán  | 2 de mayo   | 21:00 | CDF Premium |
|  | Unión La Calera           | 2 - 1 | Universidad de Chile |                                                             | Bicentenario Lucio Fariña          | Eduardo Gamboa  | 3 de mayo   | 12:00 | CDF Premium |
|  | O'Higgins                 | 2 - 2 | Deportes Antofagasta | Archivo:600px 600px bisection vertical White HEX-0033CC.svg | Bicentenario El Teniente - Codelco | Carlos Ulloa    | 3 de mayo   | 15:30 | CDF HD      |
|  | San Marcos de Arica       | 3 - 0 | Audax Italiano       |                                                             | Bicentenario Carlos Dittborn       | Jorge Osorio    | 3 de mayo   | 15:30 | CDF Básico  |
|  | Ñublense (D)              | 3 - 2 | Cobreloa (D)         |                                                             | Bicentenario Nelson Oyarzún        | Roberto Tobar   | 3 de mayo   | 15:30 | CDF Premium |

## Campeón
| Huemul de plata              |
| Campeón Cobresal 1.er título |

## Tabla Acumulada 2014-15
La sumatoria de la temporada 2014-15 se usará para determinar un cupo para la Copa Sudamericana 2015 como "Chile 2", y el campeón de Primera División, sea del Torneo de Apertura 2014 o de Clausura 2015, que haya obtenido mejor puntaje final en la Tabla Acumulada 2014/15, el cual obtendrá el derecho de disputar la Supercopa de Chile 2015, contra el campeón de la Copa Chile MTS 2014-15, Universidad de Concepción.
 Fecha de actualización: 3 de mayo de 2015
|                   | Pos. | Equipos                   | Pts. | PJ | G  | E  | P  | GF | GC | Dif. | Rend. |  |
| ----------------- | ---- | ------------------------- | ---- | -- | -- | -- | -- | -- | -- | ---- | ----- |  |
|                   | 1.   | Colo-Colo                 | 73   | 34 | 23 | 4  | 7  | 66 | 32 | +34  | 71.6% |  |
|                   | 2.   | Universidad de Chile      | 70   | 34 | 22 | 4  | 8  | 73 | 40 | +33  | 68.6% |  |
| Copa Sudamericana | 3.   | Santiago Wanderers        | 60   | 34 | 18 | 6  | 10 | 52 | 40 | +12  | 58.8% |  |
| Copa Sudamericana | 4.   | Huachipato                | 57   | 34 | 17 | 6  | 11 | 59 | 53 | +5   | 55.9% |  |
|                   | 5.   | Cobresal                  | 51   | 34 | 14 | 9  | 11 | 53 | 50 | +3   | 50%   |  |
|                   | 6.   | Palestino                 | 50   | 34 | 15 | 5  | 14 | 54 | 55 | -1   | 49%   |  |
|                   | 7.   | Unión La Calera           | 49   | 34 | 14 | 7  | 13 | 58 | 48 | +10  | 48%   |  |
|                   | 8.   | Unión Española            | 48   | 34 | 14 | 6  | 14 | 42 | 47 | -5   | 47%   |  |
|                   | 9.   | O'Higgins                 | 47   | 34 | 12 | 11 | 11 | 48 | 48 | 0    | 46.1% |  |
|                   | 10.  | Universidad Católica      | 46   | 34 | 13 | 7  | 14 | 60 | 56 | +4   | 45%   |  |
| Copa Sudamericana | 11.  | Universidad de Concepción | 45   | 34 | 12 | 9  | 13 | 45 | 49 | -4   | 44.1% |  |
|                   | 12.  | Audax Italiano            | 44   | 34 | 11 | 11 | 12 | 49 | 45 | +4   | 43.1% |  |
|                   | 13.  | San Marcos de Arica       | 42   | 34 | 11 | 9  | 14 | 38 | 40 | -2   | 41.2% |  |
|                   | 14.  | Ñublense                  | 38   | 34 | 10 | 8  | 16 | 40 | 50 | -10  | 37.3% |  |
|                   | 15.  | Deportes Iquique          | 37   | 34 | 9  | 10 | 15 | 49 | 61 | -12  | 36.3% |  |
|                   | 16.  | Deportes Antofagasta      | 36   | 34 | 10 | 6  | 18 | 38 | 52 | -14  | 35.3% |  |
|                   | 17.  | Cobreloa                  | 30   | 34 | 9  | 6  | 19 | 41 | 62 | -20  | 29.4% |  |
|                   | 18.  | Barnechea                 | 28   | 34 | 8  | 4  | 22 | 29 | 66 | -37  | 27.5% |  |

| Copa Sudamericana | Clasificó como "Chile 1" a la Copa Sudamericana 2015, como campeón de la Copa Chile MTS 2014-15.                                                                   |
| Copa Sudamericana | Clasificó como "Chile 2" a la Copa Sudamericana 2015. |
| Copa Sudamericana | Clasificó como "Chile 4" a la Copa Sudamericana 2015, como finalista de la Liguilla Pre-Libertadores 2014.                                                         |
|                   | Disputará la Supercopa 2015, por ser el campeón con mayor puntaje en la tabla acumulada, frente a Universidad de Concepción, campeón de la Copa Chile MTS 2014-15. |

- Colo-Colo, Universidad de Chile y Palestino, no podrán clasificar a la Copa Sudamericana 2015, debido a su participación en la Copa Libertadores 2015.
- Universidad de Concepción también disputará la Supercopa de Chile 2015 contra Universidad de Chile, campeón con mayor puntaje en la tabla acumulada.

### Evolución de la tabla de posiciones
| Equipo / Fecha       | 01 | 02 | 03 | 04 | 05 | 06 | 07 | 08 | 09 | 10 | 11 | 12 | 13 | 14 | 15 | 16 | 17 |
| -------------------- | -- | -- | -- | -- | -- | -- | -- | -- | -- | -- | -- | -- | -- | -- | -- | -- | -- |
| Colo-Colo            | 3  | 3  | 3  | 3  | 2  | 2  | 1  | 1  | 1  | 1  | 1  | 1  | 1  | 1  | 2  | 2  | 1  |
| Universidad de Chile | 2  | 1  | 2  | 2  | 3  | 3  | 3  | 2  | 3  | 2  | 2  | 2  | 2  | 2  | 1  | 1  | 2  |
| Santiago Wanderers   | 1  | 2  | 1  | 1  | 1  | 1  | 2  | 3  | 2  | 3  | 3  | 3  | 3  | 3  | 3  | 3  | 3  |
| Huachipato           | 6  | 6  | 7  | 6  | 7  | 8  | 6  | 6  | 4  | 4  | 4  | 4  | 5  | 5  | 4  | 4  | 4  |
| Cobresal             | 15 | 14 | 13 | 13 | 12 | 12 | 11 | 8  | 8  | 7  | 10 | 7  | 6  | 6  | 6  | 5  | 5  |
| Palestino            | 4  | 4  | 4  | 4  | 4  | 4  | 5  | 5  | 5  | 5  | 6  | 5  | 4  | 4  | 5  | 6  | 6  |
| Unión La Calera      | 9  | 9  | 6  | 5  | 5  | 5  | 4  | 4  | 6  | 6  | 7  | 6  | 7  | 8  | 7  | 8  | 7  |
| Unión Española       | 8  | 8  | 10 | 11 | 13 | 13 | 9  | 13 | 10 | 10 | 11 | 12 | 9  | 7  | 10 | 7  | 8  |
| O'Higgins            | 7  | 7  | 9  | 10 | 11 | 9  | 13 | 9  | 9  | 8  | 5  | 8  | 8  | 9  | 8  | 10 | 9  |
| Universidad Católica | 13 | 13 | 12 | 9  | 10 | 12 | 12 | 13 | 11 | 9  | 10 | 11 | 10 | 10 | 9  | 9  | 10 |
| U. de Concepción     | 11 | 10 | 8  | 7  | 6  | 6  | 8  | 11 | 12 | 13 | 12 | 13 | 13 | 13 | 13 | 12 | 11 |
| Audax Italiano       | 5  | 5  | 5  | 8  | 9  | 7  | 10 | 7  | 7  | 9  | 8  | 9  | 10 | 11 | 11 | 11 | 12 |
| San Marcos de Arica  | 12 | 12 | 11 | 12 | 8  | 10 | 7  | 10 | 11 | 12 | 13 | 11 | 12 | 12 | 12 | 13 | 13 |
| Ñublense             | 10 | 11 | 14 | 14 | 14 | 14 | 14 | 14 | 14 | 15 | 15 | 16 | 16 | 15 | 15 | 15 | 14 |
| Deportes Iquique     | 16 | 16 | 16 | 15 | 15 | 15 | 15 | 15 | 15 | 14 | 14 | 14 | 14 | 16 | 14 | 14 | 15 |
| Deportes Antofagasta | 17 | 17 | 17 | 17 | 17 | 16 | 17 | 17 | 17 | 16 | 16 | 15 | 15 | 14 | 16 | 16 | 16 |
| Cobreloa             | 18 | 18 | 18 | 18 | 18 | 18 | 18 | 18 | 18 | 17 | 17 | 17 | 17 | 17 | 17 | 17 | 17 |
| Barnechea            | 14 | 15 | 15 | 16 | 16 | 17 | 16 | 16 | 16 | 18 | 18 | 18 | 18 | 18 | 18 | 18 | 18 |

* Nota: No siempre los partidos de cada jornada se juegan en la fecha programada por diversos motivos. Sin embargo, la evolución de la clasificación de cada equipo se hace bajo el supuesto de que no hay aplazamiento.

## Tabla de Descenso
La tabla del coeficiente de rendimiento o la tabla de descenso, es la tabla que se calcula, dividiendo la cantidad de puntos por la cantidad de partidos disputados en la Primera División, disputados entre las temporadas 2013-14 y la actual (2014-15). Los 3 equipos, que tengan el peor coeficiente de rendimiento, descenderán de forma automática a la Primera B para la temporada 2015-16, siendo reemplazados por el campeón de la Primera B 2014-15, que es el equipo de mejor puntaje en la tabla anual.

Fecha de actualización: 3 de mayo de 2015
|  | Pos. | Equipos                   | Pts. | 2013-14 | 2014-15 | Dif. | PJ | Promedio |
|  | ---- | ------------------------- | ---- | ------- | ------- | ---- | -- | -------- |
|  | 1.   | Colo-Colo                 | 139  | 66      | 73      | +57  | 68 | 2,044    |
|  | 2.   | Universidad Católica      | 118  | 72      | 45      | +41  | 68 | 1,735    |
|  | 3.   | Universidad de Chile      | 117  | 47      | 70      | +48  | 68 | 1,720    |
|  | 4.   | O'Higgins                 | 116  | 69      | 47      | +23  | 68 | 1,705    |
|  | 5.   | Palestino                 | 103  | 53      | 50      | +4   | 68 | 1,514    |
|  | 6.   | Santiago Wanderers        | 100  | 40      | 60      | +5   | 68 | 1,470    |
|  | 7.   | Unión Española            | 98   | 50      | 48      | -8   | 68 | 1,441    |
|  | 8.   | Cobresal                  | 96   | 45      | 51      | -6   | 68 | 1,411    |
|  | 9.   | Huachipato                | 95   | 38      | 57      | -2   | 68 | 1,397    |
|  | 10.  | Universidad de Concepción | 94   | 49      | 45      | +1   | 68 | 1,382    |
|  | 11.  | Deportes Iquique          | 88   | 51      | 37      | -11  | 68 | 1,294    |
|  | 12.  | Unión La Calera           | 84   | 35      | 49      | -6   | 68 | 1,235    |
|  | 13.  | San Marcos de Arica       | 42   | -       | 42      | -2   | 34 | 1,235    |
|  | 14.  | Audax Italiano            | 80   | 36      | 44      | +2   | 68 | 1,176    |
|  | 15.  | Deportes Antofagasta      | 80   | 44      | 36      | -22  | 68 | 1,176    |
|  | 16.  | Ñublense (D)              | 79   | 41      | 38      | -18  | 68 | 1,161    |
|  | 17.  | Cobreloa (D)              | 75   | 45      | 30      | -21  | 68 | 1,102    |
|  | 18.  | Barnechea (D)             | 28   | -       | 28      | -38  | 34 | 0,823    |

|  | Descendió directamente a la Primera B 2015-16. |

### Evolución de la tabla
| Equipo / Fecha       | 01 | 02 | 03 | 04 | 05 | 06 | 07 | 08 | 09 | 10 | 11 | 12 | 13 | 14 | 15 | 16 | 17 |
| -------------------- | -- | -- | -- | -- | -- | -- | -- | -- | -- | -- | -- | -- | -- | -- | -- | -- | -- |
| Colo-Colo            | 1  | 3  | 4  | 5  | 7  | 9  | 7  | 5  | 4  | 2  | 2  | 2  | 1  | 1  | 1  | 1  | 1  |
| Universidad Católica | 4  | 4  | 2  | 2  | 2  | 2  | 2  | 2  | 3  | 2  | 2  | 2  | 2  | 2  | 2  | 2  | 2  |
| Universidad de Chile | 3  | 2  | 3  | 3  | 4  | 4  | 4  | 4  | 4  | 4  | 4  | 4  | 4  | 4  | 4  | 3  | 3  |
| O'Higgins            | 2  | 3  | 4  | 4  | 3  | 3  | 3  | 3  | 2  | 3  | 3  | 3  | 3  | 3  | 3  | 4  | 4  |
| Palestino            | 6  | 6  | 6  | 5  | 6  | 6  | 6  | 5  | 5  | 5  | 5  | 5  | 5  | 5  | 5  | 5  | 5  |
| Santiago Wanderers   | 5  | 5  | 5  | 6  | 5  | 5  | 5  | 6  | 6  | 6  | 6  | 6  | 6  | 6  | 6  | 6  | 6  |
| Unión Española       | 7  | 7  | 8  | 8  | 9  | 8  | 8  | 8  | 7  | 7  | 7  | 7  | 7  | 7  | 7  | 7  | 7  |
| Cobresal             | 12 | 10 | 10 | 10 | 11 | 11 | 10 | 10 | 9  | 9  | 9  | 8  | 8  | 8  | 8  | 8  | 8  |
| Huachipato           | 10 | 12 | 12 | 12 | 12 | 12 | 12 | 12 | 11 | 11 | 11 | 11 | 11 | 10 | 9  | 9  | 9  |
| U. de Concepción     | 8  | 8  | 7  | 7  | 7  | 7  | 7  | 7  | 8  | 8  | 8  | 9  | 9  | 9  | 10 | 10 | 10 |
| Deportes Iquique     | 9  | 9  | 9  | 9  | 8  | 9  | 11 | 11 | 10 | 10 | 10 | 10 | 10 | 11 | 11 | 11 | 11 |
| Unión La Calera      | 18 | 17 | 15 | 13 | 13 | 13 | 13 | 13 | 14 | 13 | 13 | 13 | 13 | 14 | 12 | 12 | 12 |
| San Marcos de Arica  | 14 | 15 | 11 | 11 | 10 | 10 | 9  | 9  | 12 | 12 | 12 | 12 | 12 | 12 | 13 | 14 | 13 |
| Audax Italiano       | 13 | 13 | 13 | 14 | 14 | 14 | 14 | 14 | 13 | 14 | 14 | 15 | 14 | 15 | 16 | 13 | 14 |
| Deportes Antofagasta | 15 | 16 | 17 | 16 | 16 | 15 | 16 | 16 | 17 | 17 | 15 | 14 | 15 | 13 | 14 | 15 | 15 |
| Ñublense             | 11 | 11 | 14 | 15 | 15 | 17 | 15 | 15 | 15 | 15 | 16 | 16 | 16 | 16 | 17 | 16 | 16 |
| Cobreloa             | 16 | 14 | 16 | 17 | 17 | 16 | 17 | 17 | 16 | 16 | 17 | 17 | 17 | 17 | 15 | 17 | 17 |
| Barnechea            | 17 | 18 | 18 | 18 | 18 | 18 | 18 | 18 | 18 | 18 | 18 | 18 | 18 | 18 | 18 | 18 | 18 |

## Liguilla Pre-Sudamericana
- Este "Mini-campeonato" cuenta con la participación de 4 equipos, los cuales disputarán partidos de ida y vuelta, para definir al equipo que obtendrá el cupo de "Chile 3" para la Copa Sudamericana 2015 y poder acompañar a Universidad de Concepción, Huachipato y Santiago Wanderers, en el torneo continental de clubes del próximo semestre.

- No fueron elegibles para clasificar a la liguilla los equipos anteriormente mencionados por ya encontrarse clasificados al torneo, ni tampoco Colo-Colo, Universidad de Chile y Palestino por haber participado en la Copa Libertadores 2015.

### Clasificados
| Universidad Católica |
| Unión La Calera      |
| San Marcos de Arica  |
| O'Higgins            |

### Primera ronda
| 9 de mayo de 2015, 15:30 | O'Higgins                 | 2:2 (0:1) | Universidad Católica   | El Teniente, Rancagua                                     |                                                           |
|                          | Calandria 81', 84' (pen.) | Reporte   | 10' Muñoz · 89' Llanos | Asistencia: 6.615 espectadores Árbitro(s): Patricio Polic | Asistencia: 6.615 espectadores Árbitro(s): Patricio Polic |

| 13 de mayo de 2015, 20:00 | Universidad Católica                          | 3:1 (1:1) | O'Higgins | San Carlos, Las Condes                                   |                                                          |
|                           | Gutiérrez 35' · Cordero 47' · Ríos 68' (pen.) | Reporte   | 11' Pinto | Asistencia: 7.407 espectadores Árbitro(s): Roberto Tobar | Asistencia: 7.407 espectadores Árbitro(s): Roberto Tobar |

| 9 de mayo de 2015, 21:00 | San Marcos de Arica | 1:1 (0:0) | Unión La Calera | Carlos Dittborn, Arica                                  |                                                         |
|                          | Harbottle 53'       | Reporte   | 90+7' Tévez     | Asistencia: 4.600 espectadores Árbitro(s): Carlos Ulloa | Asistencia: 4.600 espectadores Árbitro(s): Carlos Ulloa |

| 14 de mayo de 2015, 20:00 | Unión La Calera                    | 1:1 (0:0) (2:4 p.)         | San Marcos de Arica                           | Lucio Fariña, Quillota                                  |                                                         |
|                           | Vidal 58'                          | Reporte                    | 66' Ramos                                     | Asistencia: 4.129 espectadores Árbitro(s): Jorge Osorio | Asistencia: 4.129 espectadores Árbitro(s): Jorge Osorio |
|                           |                                    | Tiros desde el punto penal |                                               |                                                         |                                                         |
|                           | González · Rosales · Costa · Tévez |                            | Harbottle · Ramos · Rivera · Sandoval · Lobos |                                                         |                                                         |

### Ronda final
| 17 de mayo de 2015, 16:00 | San Marcos de Arica          | 3:1 (2:0) | Universidad Católica | Carlos Dittborn, Arica                                  |                                                         |
|                           | Ramos 14', 49' · Oyarzún 39' | Reporte   | 90+1' Llanos         | Asistencia: 7.004 espectadores Árbitro(s): Claudio Puga | Asistencia: 7.004 espectadores Árbitro(s): Claudio Puga |

| 20 de mayo de 2015, 20:00 | Universidad Católica                                                            | 3:1 (0:0) (6:5 p.)         | San Marcos de Arica                                                          | San Carlos, Las Condes                                   |                                                          |
|                           | Llanos 51' · Rojas 58' · Pulgar 69'                                             | Reporte                    | 90+6' Oberman                                                                | Asistencia: 8.966 espectadores Árbitro(s): Roberto Tobar | Asistencia: 8.966 espectadores Árbitro(s): Roberto Tobar |
|                           |                                                                                 | Tiros desde el punto penal |                                                                              |                                                          |                                                          |
|                           | González · Manzano · Rojas · Pulgar · Cordero · Biskupovic · Magnasco · Maripán |                            | Harbottle · Sandoval · Oberman · Ramos · Lobos · Medina · Coronado · Oyarzún |                                                          |                                                          |

Clasificado
| (Ganador Final Liguilla) Universidad Católica Clasificado a Copa Sudamericana 2015 como «Chile 3» |

## Estadísticas
| Top 10           | Top 10               | Top 10 |
| Jugador          | Equipo               | Goles  |
| ---------------- | -------------------- | ------ |
| Esteban Paredes  | Colo-Colo            | 11     |
| Jean Paul Pineda | 'Unión La Calera     | 11     |
| Matías Donoso    | Cobresal             | 9      |
| Ever Cantero     | Cobresal             | 9      |
| Gustavo Canales  | Universidad de Chile | 9      |
| Cristian Bogado  | Deportes Iquique     | 8      |
| Andrés Vilches   | Huachipato           | 8      |
| Pablo Calandria  | O'Higgins            | 8      |
| Gastón Cellerino | Santiago Wanderers   | 8      |
| Leandro Benegas  | Universidad de Chile | 8      |

| Tabla de goleadores completa | Tabla de goleadores completa | Tabla de goleadores completa |
| Jugador                      | Equipo                       | Goles                        |
| ---------------------------- | ---------------------------- | ---------------------------- |
| Bryan Carrasco               | Audax Italiano               | 7                            |
| Héctor Mancilla              | Huachipato                   | 6                            |
| Leonardo Ramos               | San Marcos de Arica          | 6                            |
| Michael Ríos                 | Universidad Católica         | 6                            |
| Gabriel Vargas               | Universidad de Concepción    | 6                            |
| Santiago Barboza             | Cobreloa                     | 5                            |
| Felipe Flores                | Colo-Colo                    | 5                            |
| Manuel Villalobos            | Deportes Iquique             | 5                            |
| Sebastián Varas              | Ñublense                     | 5                            |
| Diego Chaves                 | Palestino                    | 5                            |
| Kevin Harbottle              | San Marcos de Arica          | 5                            |
| Juan Carlos Ferreyra         | Unión Española               | 5                            |
| Paulo Rosales                | Unión La Calera              | 5                            |
| Juan Tévez                   | Unión La Calera              | 5                            |
| Mark González                | Universidad Católica         | 5                            |
| Roberto Gutiérrez            | Universidad Católica         | 5                            |
| José Luis Muñoz              | Universidad Católica         | 5                            |
| Erick Pulgar                 | Universidad Católica         | 5                            |
| Sebastián Ubilla             | Universidad de Chile         | 5                            |
| Sebastián Pol                | Audax Italiano               | 4                            |
| Gustavo Cristaldo            | Cobreloa                     | 4                            |
| Rodrigo Riquelme             | Deportes Antofagasta         | 4                            |
| Gerson Martínez              | Deportes Antofagasta         | 4                            |
| Juan Gonzalo Lorca           | Ñublense                     | 4                            |
| Gastón Lezcano               | O'Higgins                    | 4                            |
| Jorge Luna                   | Santiago Wanderers           | 4                            |
| Milovan Mirosevic            | Unión Española               | 4                            |
| Patricio Vidal               | Unión La Calera              | 4                            |
| David Llanos                 | Universidad Católica         | 4                            |
| José Huentelaf               | Universidad de Concepción    | 4                            |
| Juan Cornejo                 | Audax Italiano               | 3                            |
| Ignacio Herrera              | Cobreloa                     | 3                            |
| Juan Delgado                 | Colo-Colo                    | 3                            |
| Emiliano Vecchio             | Colo-Colo                    | 3                            |
| Marcos Bolados               | Deportes Antofagasta         | 3                            |
| Francisco Castro             | Deportes Iquique             | 3                            |
| Martín Gómez                 | Deportes Iquique             | 3                            |
| César Pinares                | Deportes Iquique             | 3                            |
| Carlos Espinosa              | Huachipato                   | 3                            |
| Gabriel Rodríguez            | Ñublense                     | 3                            |
| Paulo Díaz                   | Palestino                    | 3                            |
| Marcos Riquelme              | Palestino                    | 3                            |
| Pablo González               | San Marcos de Arica          | 3                            |
| Renato González              | San Marcos de Arica          | 3                            |
| Tomás Charles                | Unión La Calera              | 3                            |
| Darío Bottinelli             | Universidad Católica         | 3                            |
| Fabián Carmona               | Universidad de Chile         | 3                            |
| Marcelo Aguirre              | Universidad de Concepción    | 3                            |
| Mauro Olivi                  | Audax Italiano               | 2                            |
| Diego Valdés                 | Audax Italiano               | 2                            |
| Francisco Ibáñez             | Barnechea                    | 2                            |
| John Santander               | Barnechea                    | 2                            |
| Cristian Ivanobski           | Barnechea                    | 2                            |
| Álvaro López                 | Cobreloa                     | 2                            |
| Rodolfo González             | Cobreloa                     | 2                            |
| Diego Silva                  | Cobreloa                     | 2                            |
| Sebastián Zúñiga             | Cobresal                     | 2                            |
| Johan Fuentes                | Cobresal                     | 2                            |
| Víctor Sarabia               | Cobresal                     | 2                            |
| Francisco Sánchez            | Cobresal                     | 2                            |
| Esteban Pavez                | Colo-Colo                    | 2                            |
| Humberto Suazo               | Colo-Colo                    | 2                            |
| Jaime Valdés                 | Colo-Colo                    | 2                            |
| Claudio Baeza                | Colo-Colo                    | 2                            |
| Diego Ferreira               | Deportes Antofagasta         | 2                            |
| Luis Cabrera                 | Deportes Antofagasta         | 2                            |
| Marcos Aguirre               | Deportes Antofagasta         | 2                            |
| Rubén Farfán                 | Deportes Antofagasta         | 2                            |
| Alejandro Delfino            | Deportes Antofagasta         | 2                            |
| Juan Ignacio Duma            | Huachipato                   | 2                            |
| Albert Acevedo               | O'Higgins                    | 2                            |
| Braulio Leal                 | O'Higgins                    | 2                            |
| Sebastián Pinto              | O'Higgins                    | 2                            |
| Renato Ramos                 | Palestino                    | 2                            |
| Jonathan Cantillana          | Palestino                    | 2                            |
| Leonardo Valencia            | Palestino                    | 2                            |
| Sebastián Rivera             | San Marcos de Arica          | 2                            |
| Emilio Rentería              | San Marcos de Arica          | 2                            |
| Marco Medel                  | Santiago Wanderers           | 2                            |
| Mauricio Prieto              | Santiago Wanderers           | 2                            |
| Gonzalo Abán                 | Unión Española               | 2                            |
| Carlos Salom                 | Unión Española               | 2                            |
| Ramiro Costa                 | Unión La Calera              | 2                            |
| Michael Silva                | Unión La Calera              | 2                            |
| Enzo Gutiérrez               | Universidad de Chile         | 2                            |
| Guzmán Pereira               | Universidad de Chile         | 2                            |
| Maximiliano Rodríguez        | Universidad de Chile         | 2                            |
| Hans Salinas                 | Universidad de Concepción    | 2                            |
| Pedro Muñoz                  | Universidad de Concepción    | 2                            |
| Felipe Reynero               | Universidad de Concepción    | 2                            |
| Michael Lepe                 | Universidad de Concepción    | 2                            |
| Javier Elizondo              | Audax Italiano               | 1                            |
| Nelson Saavedra              | Audax Italiano               | 1                            |
| Osvaldo Bosso                | Audax Italiano               | 1                            |
| Diego Vallejos               | Audax Italiano               | 1                            |
| Moisés Vásquez               | Barnechea                    | 1                            |
| Francisco Levipán            | Barnechea                    | 1                            |
| Daniel González              | Barnechea                    | 1                            |
| David Escalante              | Barnechea                    | 1                            |
| Mauricio Yévenes             | Barnechea                    | 1                            |
| Joaquín Moya                 | Barnechea                    | 1                            |
| José Arancibia               | Barnechea                    | 1                            |
| Jair Reinoso                 | Cobreloa                     | 1                            |
| Cristian Gaitán              | Cobreloa                     | 1                            |
| José Luis Jiménez            | Cobreloa                     | 1                            |
| Nelson Sepúlveda             | Cobresal                     | 1                            |
| Rodrigo Ureña                | Cobresal                     | 1                            |
| Federico Martorell           | Cobresal                     | 1                            |
| Jean Beausejour              | Colo-Colo                    | 1                            |
| Gonzalo Fierro               | Colo-Colo                    | 1                            |
| Gonzalo Malán                | Deportes Antofagasta         | 1                            |
| Ronald González              | Deportes Antofagasta         | 1                            |
| Francisco Alarcón            | Deportes Antofagasta         | 1                            |
| Matías Jadue                 | Deportes Antofagasta         | 1                            |
| Cristián Oviedo              | Deportes Iquique             | 1                            |
| Rafael Caroca                | Deportes Iquique             | 1                            |
| Misael Dávila                | Deportes Iquique             | 1                            |
| Michael Contreras            | Deportes Iquique             | 1                            |
| Nicolás Núñez                | Huachipato                   | 1                            |
| Ángelo Sagal                 | Huachipato                   | 1                            |
| Nicolás Crovetto             | Huachipato                   | 1                            |
| Leandro Delgado              | Huachipato                   | 1                            |
| Leandro Ezquerra             | Huachipato                   | 1                            |
| Esteban González             | Huachipato                   | 1                            |
| Leonardo Povea               | Huachipato                   | 1                            |
| Claudio Muñoz                | Huachipato                   | 1                            |
| Brayan Véjar                 | Huachipato                   | 1                            |
| Martín Rodríguez             | Huachipato                   | 1                            |
| Emanuel Croce                | Ñublense                     | 1                            |
| Damián Salvatierra           | Ñublense                     | 1                            |
| Tomás Lanzini                | Ñublense                     | 1                            |
| Octavio Pozo                 | Ñublense                     | 1                            |
| Jonathan Cisternas           | Ñublense                     | 1                            |
| Mathías Riquero              | Ñublense                     | 1                            |
| Boris Sagredo                | Ñublense                     | 1                            |
| Damián Lizio                 | O'Higgins                    | 1                            |
| Nicolás Vargas               | O'Higgins                    | 1                            |
| Luis Valenzuela              | O'Higgins                    | 1                            |
| Marcelo Morales              | Palestino                    | 1                            |
| Mathías Vidangossy           | Palestino                    | 1                            |
| Jorge Guajardo               | Palestino                    | 1                            |
| César Valenzuela             | Palestino                    | 1                            |
| Fabián Ahumada               | Palestino                    | 1                            |
| Diego Torres                 | Palestino                    | 1                            |
| Augusto Barrios              | San Marcos de Arica          | 1                            |
| Nicolás Medina               | San Marcos de Arica          | 1                            |
| Gustavo Oberman              | San Marcos de Arica          | 1                            |
| Diego Oyarzún                | San Marcos de Arica          | 1                            |
| Franz Schultz                | Santiago Wanderers           | 1                            |
| Pablo Tamburrini             | Santiago Wanderers           | 1                            |
| Ronnie Fernández             | Santiago Wanderers           | 1                            |
| Mario López                  | Santiago Wanderers           | 1                            |
| Gonzalo Barriga              | Santiago Wanderers           | 1                            |
| Nicolás Berardo              | Unión Española               | 1                            |
| Pablo Galdames               | Unión Española               | 1                            |
| Diego Scotti                 | Unión Española               | 1                            |
| Jorge Ampuero                | Unión Española               | 1                            |
| Sergio López                 | Unión Española               | 1                            |
| Dagoberto Currimilla         | Unión Española               | 1                            |
| Fabián Saavedra              | Unión Española               | 1                            |
| Álvaro Ramos                 | Universidad Católica         | 1                            |
| Cristián Álvarez             | Universidad Católica         | 1                            |
| Walter Ibáñez                | Universidad Católica         | 1                            |
| Diego Rojas                  | Universidad Católica         | 1                            |
| Cristián Suárez              | Universidad de Chile         | 1                            |
| Gonzalo Espinoza             | Universidad de Chile         | 1                            |
| Mathías Corujo               | Universidad de Chile         | 1                            |
| Paulo Magalhães              | Universidad de Chile         | 1                            |
| Gustavo Lorenzetti           | Universidad de Chile         | 1                            |
| Diego Guastavino             | Universidad de Concepción    | 1                            |
| Sebastián Roco               | Universidad de Concepción    | 1                            |
| Diego Churín                 | Universidad de Concepción    | 1                            |
| Francisco Portillo           | Universidad de Concepción    | 1                            |
| Héctor Berrios               | Universidad de Concepción    | 1                            |

     Máximo(s)  goleador(es) del campeonato.

### Tripletas, pókers o manos
Aquí se encuentra la lista de tripletas o hat-tricks, póker de goles y manos (en general, tres o más goles anotados por un jugador en un mismo encuentro) convertidos en la temporada.
| Fecha     | Jugador          | Goles             | Local                | Resultado | Visitante            | Jornada |
| --------- | ---------------- | ----------------- | -------------------- | --------- | -------------------- | ------- |
| 18/1/2015 | Diego Chaves     | 13' · 36' · 90+3' | Ñublense             | 0 - 3     | Palestino            | 3       |
| 18/1/2015 | Jean Paul Pineda | 39' · 44' · 66'   | Deportes Antofagasta | 3 - 4     | Unión La Calera      | 3       |
| 28/2/2015 | Matías Donoso    | 33' · 87' · 90+1' | Universidad Católica | 2 - 4     | Cobresal             | 9       |
| 7/3/2015  | Michael Ríos     | 3' · 62' · 67'    | Huachipato           | 3 - 5     | Universidad Católica | 10      |
| 5/4/2015  | Gustavo Canales  | 33' · 58' · 77'   | Universidad Católica | 2 - 4     | Universidad de Chile | 13      |
| 26/4/2015 | Felipe Flores    | 54' · 64' · 90+5' | Cobreloa             | 0 - 4     | Colo-Colo            | 16      |

## Datos y más estadísticas

### Récords de goles
- Primer gol del torneo: Anotado por Gastón Lezcano, por O'Higgins ante Unión La Calera. (2 de enero)
- Último gol del torneo: Anotado por Kevin Harbottle, por San Marcos de Arica ante Audax Italiano (3 de mayo)
- Gol más rápido: Anotado a los 11 segundos por Sebastián Varas en el Ñublense 3 - 1 Huachipato. (Fecha 1)
- Gol más cercano al final del encuentro: Anotado en el minuto 98 por Michael Silva en el Unión La Calera 2 – 0 Universidad de Concepción. (Fecha 7)
- Mayor número de goles marcados en un partido: 8 goles. Huachipato 3 - 5 Universidad Católica. (Fecha 10)
- Mayor victoria de local: Cobreloa 6 - 0 Huachipato. (Fecha 13)
- Mayor victoria de visita: Palestino 0 - 4 San Marcos de Arica (Fecha 7), Cobreloa 0 - 4 Colo Colo.(Fecha 16)

### Rachas de equipos
- Racha más larga de victorias: De 5 partidos
  - Universidad de Concepción (Fecha 1 – 5)
  - Universidad de Chile (Fecha 12 – 16)
- Racha más larga de partidos sin perder: De 9 partidos
  - Colo Colo (Fecha 3 – 11)
- Racha más larga de derrotas: De 9 partidos
  - Barnechea (Fecha 8 – 16)
- Racha más larga de partidos sin ganar: De 10 partidos
  - Santiago Wanderers (Fecha 6 – 15)

## Asistencia en los estadios

### 20 partidos con mejor asistencia
| Fecha | Estadio                          | Ciudad                | Local                | Visita                    | Público |
| ----- | -------------------------------- | --------------------- | -------------------- | ------------------------- | ------- |
| 11    | Nacional Julio Martínez Prádanos | Ñuñoa (Santiago)      | Universidad de Chile | Colo-Colo                 | 25.832  |
| 13    | Monumental                       | Macul (Santiago)      | Colo-Colo            | Cobresal                  | 24.578  |
| 1     | Monumental                       | Macul (Santiago)      | Colo-Colo            | San Marcos de Arica       | 24.100  |
| 15    | Monumental                       | Macul (Santiago)      | Colo-Colo            | Universidad Católica      | 19.775  |
| 2     | Nacional Julio Martínez Prádanos | Ñuñoa Santiago        | Universidad de Chile | O'Higgins                 | 18.569  |
| 3     | Monumental                       | Macul (Santiago)      | Colo-Colo            | Huachipato                | 18.142  |
| 4     | Nacional Julio Martínez Prádanos | Ñuñoa (Santiago)      | Universidad de Chile | Deportes Antofagasta      | 14.402  |
| 3     | Elías Figueroa Brander           | Valparaíso            | Santiago Wanderers   | Universidad de Chile      | 14.129  |
| 12    | Monumental                       | Macul (Santiago)      | Colo-Colo            | Unión La Calera           | 13.881  |
| 8     | Monumental                       | Macul (Santiago)      | Colo-Colo            | Palestino                 | 13.052  |
| 10    | Monumental                       | Macul (Santiago)      | Colo-Colo            | Universidad de Concepción | 13.018  |
| 5     | Nacional Julio Martínez Prádanos | Ñuñoa (Santiago)      | Universidad de Chile | Deportes Iquique          | 12.814  |
| 4     | San Carlos de Apoquindo          | Las Condes (Santiago) | Universidad Católica | Universidad de Chile      | 12.672  |
| 9     | San Carlos de Apoquindo          | Las Condes (Santiago) | Universidad Católica | Cobresal                  | 12.616  |
| 6     | Monumental                       | Macul (Santiago)      | Colo-Colo            | Barnechea                 | 12.557  |
| 7     | Nacional Julio Martínez Prádanos | Ñuñoa (Santiago)      | Universidad de Chile | Unión Española            | 12.484  |
| 16    | San Carlos de Apoquindo          | Las Condes (Santiago) | Universidad Católica | Deportes Iquique          | 12.358  |
| 11    | San Carlos de Apoquindo          | Las Condes (Santiago) | Universidad Católica | Barnechea                 | 12.330  |
| 2     | San Carlos de Apoquindo          | Las Condes (Santiago) | Universidad Católica | Unión Española            | 12.141  |
| 5     | Elías Figueroa Brander           | Valparaíso            | Santiago Wanderers   | Universidad Católica      | 12.117  |

### Asistencias a los estadios
| 1. | Audax Italiano            | 30.842  | 3.855  | 8.058  | 1.594 |
| 2. | Barnechea                 | 10.100  | 1.122  | 3.286  | 324   |
| 3. | Cobreloa                  | 35.836  | 3.982  | 10.200 | 602   |
| 4. | Cobresal                  | 12.342  | 1,543  | 5.000  | 226   |
| 5. | Colo Colo                 | 145.653 | 16.184 | 24.578 | 6.550 |
| 6. | Deportes Antofagasta      | 25.152  | 3.144  | 10.253 | 915   |
| 7. | Deportes Iquique          | 19.709  | 2.190  | 4.580  | 0     |
| 8. | Huachipato                | 21.575  | 2.697  | 5.294  | 1.037 |
| 9. | Ñublense                  | 48.130  | 5.348  | 9.823  | 2.545 |
| 10. | O'Higgins                 | 55.568  | 6.174  | 8.739  | 0     |
| 11. | Palestino                 | 12.118  | 1.515  | 3.872  | 478   |
| 12. | San Marcos de Arica       | 43.622  | 5.453  | 8.520  | 3.815 |
| 13. | Santiago Wanderers        | 56.902  | 7.113  | 14.129 | 1.892 |
| 14. | Unión Española            | 24.983  | 2.776  | 7.531  | 1.687 |
| 15. | Unión La Calera           | 19.710  | 2.190  | 5.382  | 947   |
| 16. | Universidad Católica      | 90.093  | 11.262 | 12.672 | 7.635 |
| 17. | Universidad de Chile      | 110.670 | 13.834 | 25.832 | 5.000 |
| 18. | Universidad de Concepción | 14.757  | 1.845  | 4.848  | 581   |
| Total Liga | Total Liga                | 775.262 | 5.057  | 25.832 | 0     |
| Datos actualizados a 28 de noviembre de 2015 Fuentes: Anexo:Torneo_Clausura_2015_(Chile)_-_Detalle_de_Resultados |                           |         |        |        |       |